# Condylocarpon guyanense
Condylocarpon guyanense är en oleanderväxtart som beskrevs av René Louiche Desfontaines. Condylocarpon guyanense ingår i släktet Condylocarpon och familjen oleanderväxter. Inga underarter finns listade i Catalogue of Life.